# Kibori-Kuma

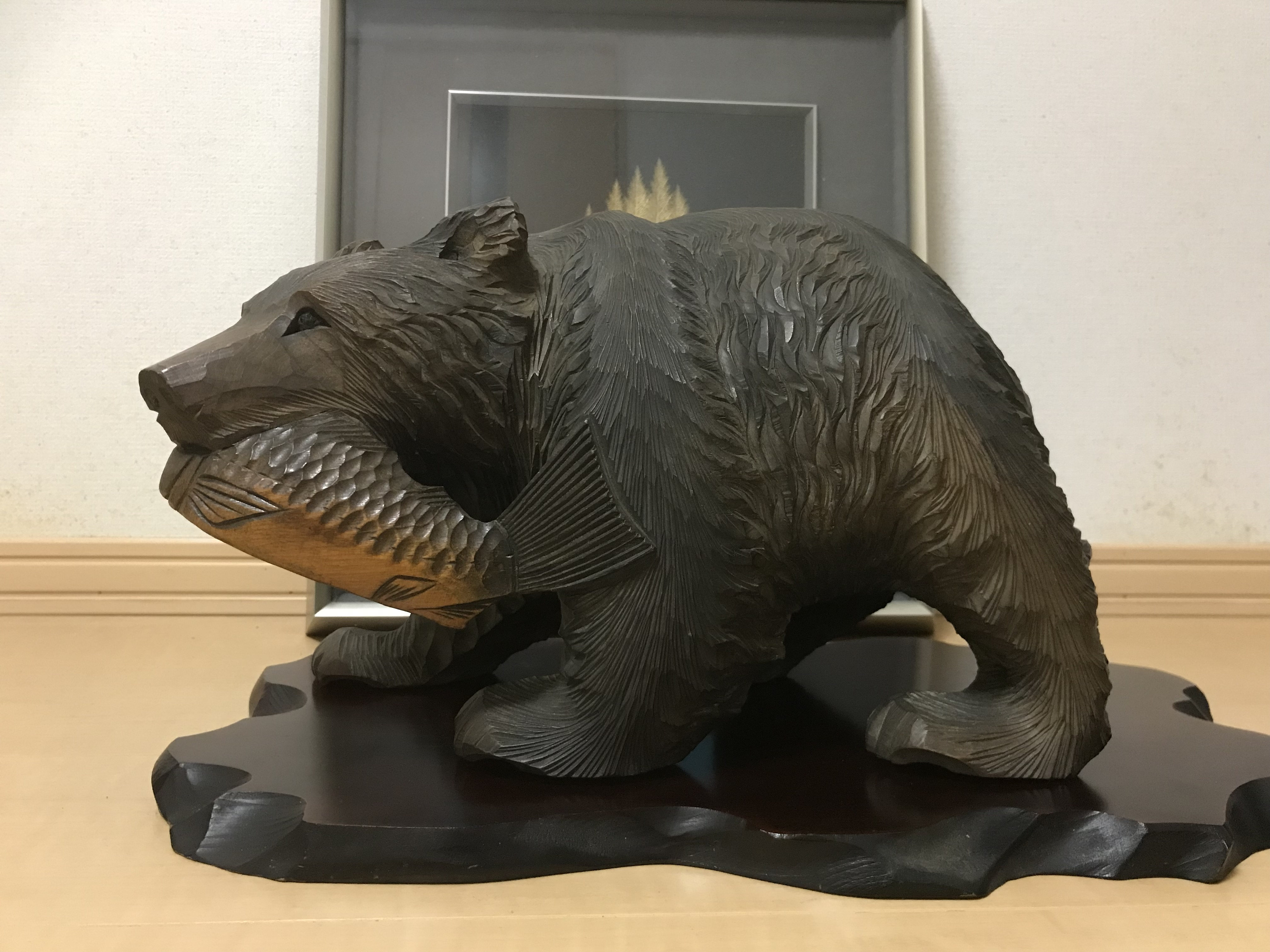
Figurine de kibori-kuma standard en bois : un ours avec la tête regardant vers la gauche, avec un saumon dans la gueule.

Le Kibori-Kuma (木彫り熊 ; « ours sculpté en bois ») est un objet de l’artisanat traditionnel japonais, représentant un ours brun de l'Oussouri, sculpté en bois, souvent représenté avec un saumon dans la gueule. Cet okimono, particulièrement répandu sur l'île de Hokkaidō, est devenu un élément significatif de cette région, où il est vendu comme souvenir.
Ces sculptures sont également connues sous les noms de kibori no kuma (木彫りの熊), kuma no kibori (熊の木彫り) ou encore kumabori (熊彫り). Elles représentent l’animal sous différentes postures : debout ou rampant, mais la représentation la plus courante est celle mordant un saumon. La technique de sculpture disposent également de variations plus ou moins détaillées : taillées d’une manière brute, donnant un ours à la forme plus polygonale ou bien, ou bien taillées avec davantage de minutie, allant jusqu’à donner un résultat relativement réaliste, notamment au niveau de la fourrure. De nombreuses variantes de ces sculptures se sont développées au fil du temps.

## Origines
L'origine du kibori kuma remonte à 1921 lorsque Tokugawa Yoshichika, chef de la branche Owari de la famille Tokugawa, rapporte d'un voyage en Europe, plus précisément à Berne en Suisse, une sculpture représentant un ours. De retour au Japon en 1923, il envoie cet objet à une ferme expérimentale située à Yakumo, une localité fondée par des anciens samouraïs du domaine d’Owari. Il propose aux fermiers, souvent d’origine ainoue, d'utiliser ce modèle pour produire des sculptures similaires pendant l'hiver comme source de revenu. En 1924, les premières sculptures d'ours sont présentées lors d'une exposition d’artisanat rural organisée à Yakumo.
Malgré l'association fréquente avec l'artisanat traditionnel Aïnou, ces sculptures ne sont pas issues de leur culture. Traditionnellement, les Aïnous évitaient de représenter des animaux ou des humains de manière réaliste, croyant que de telles représentations pouvaient se manifester sous la forme d’entités malveillantes. Cependant, certains objets rituels aïnous, tels que les couronnes cérémonielles, appelées sapanpe ou des baguettes sacrées, appelées ikupasuy, comportent des représentations d'ours et d'orques.

### Développement commercial
En 1927, l'une de ces sculptures remporte un prix lors d'une exposition nationale et est offerte au prince Chichibu. L’année suivante, une exposition est organisée pour commémorer les 50 ans de colonisation de Yakumo. Ces initiatives popularisent le kibori kuma à travers tout le Japon. Durant les années 1930, la production atteint environ 5 000 unités par an,. Par la suite, leur popularité augmente durant l'ère Shōwa grâce au tourisme et atteint un pic dans les années 1960,.
À Asahikawa, la production de sculptures d'ours commence en 1926 grâce à un certain Matsui Umetarō, un artisan d’origine aïnou. La proximité avec la septième division militaire du Japon favorise la vente de ces sculptures comme souvenirs pour les familles de militaires venant de Honshū. Cette région développe ses propres styles, parfois influencés par Yakumo, bien que certaines théories affirment leur indépendance stylistique.

## Héritage culturel

### Menaces de déclins
Au fil des décennies, la production de kibori kuma décline à Yakumo, où il ne reste qu'un seul artisan en activité en 2012. Cependant, des efforts de préservation culturelle ont vu le jour avec la création d’un musée dédié en 2014, exposant notamment des sculptures originales rapportées de Suisse par Tokugawa, ainsi que les premiers modèles fabriqués à Yakumo.

### Contexte contemporain
Aujourd'hui, de nombreuses versions humoristiques ou modernisées se sont développées avec le temps, allant jusqu’à s’associer avec d’autres marques, telles que l'ours portant un Magicarpe. La sculpture s’est également déclinée sous d’autres formes de jouets telles que des figures en plastiques vendues dans des gachapon, ou encore des peluches, souvent de petites tailles, vendues sous forme de porte-clés.

## Galerie

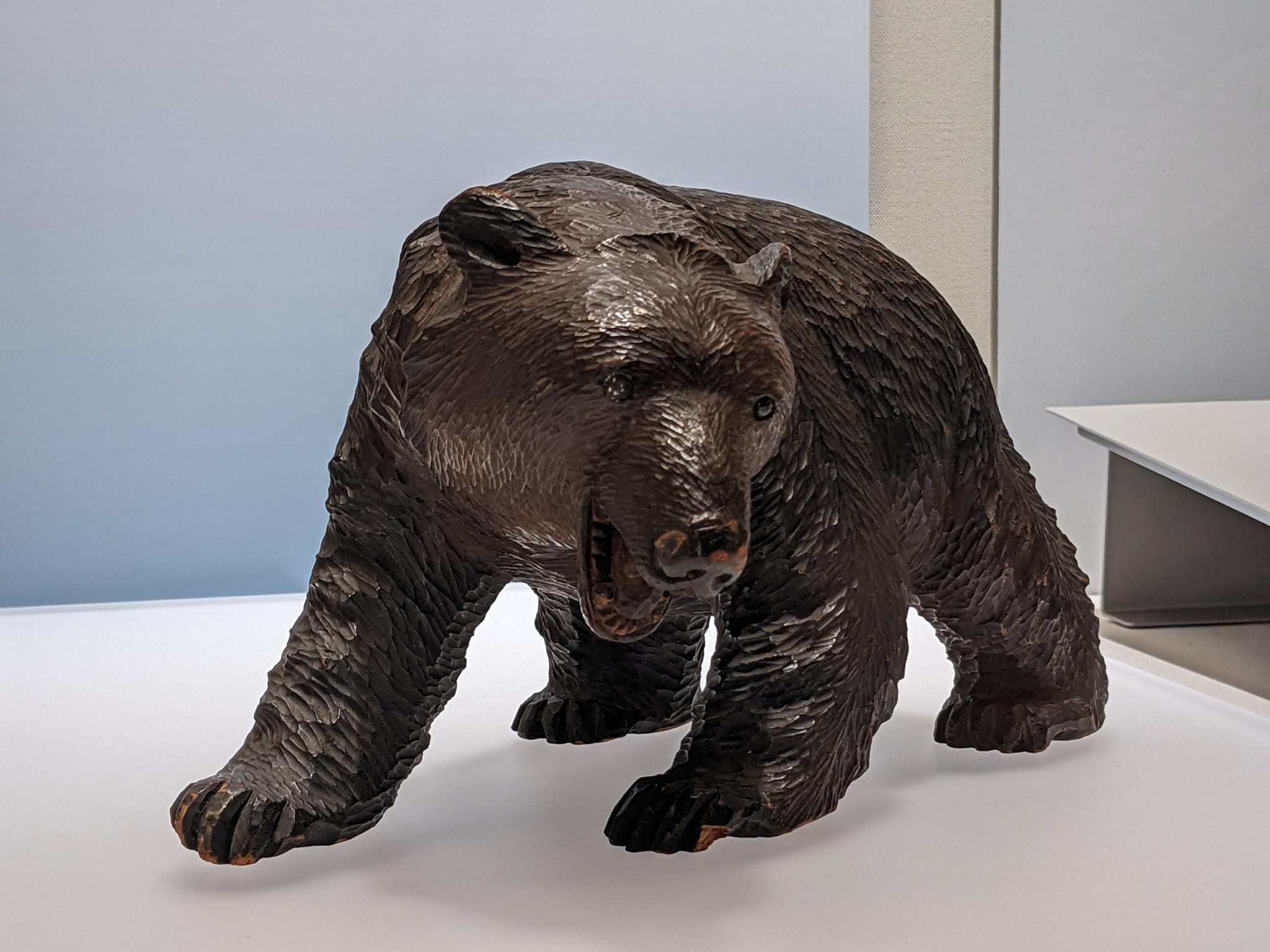
Sculpture sans poisson au musée de la Culture Ainou à Upopoi.
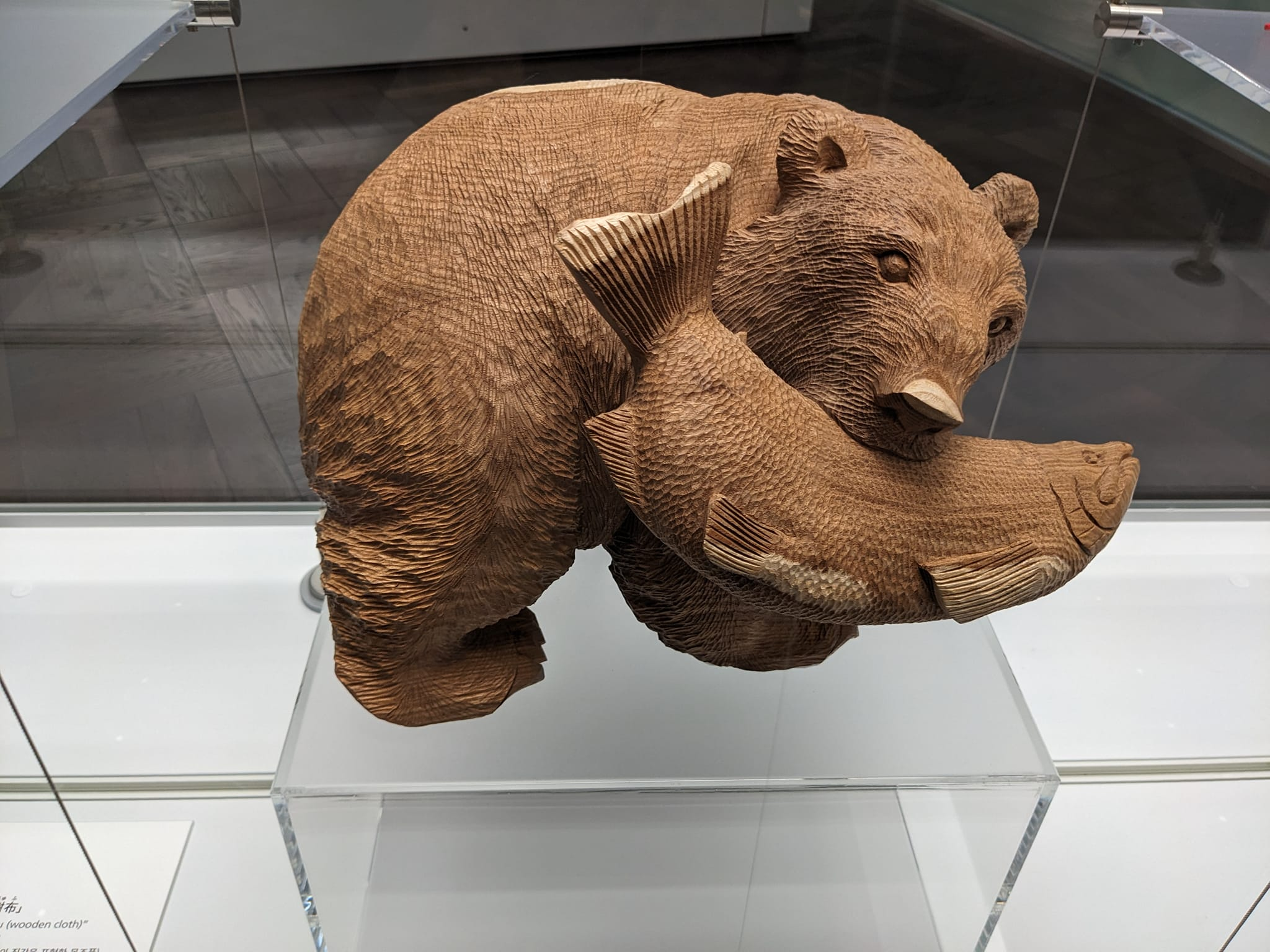
Sculpture plus claire, la tête tournée vers la droite, au musée de la Culture Ainou à Upopoi.